# Bittere Schafgarbe
Die Bittere Schafgarbe (Achillea clavennae) ist eine Pflanzenart aus der Gattung der Schafgarben (Achillea) innerhalb der Familie der Korbblütler (Asteraceae).

## Beschreibung

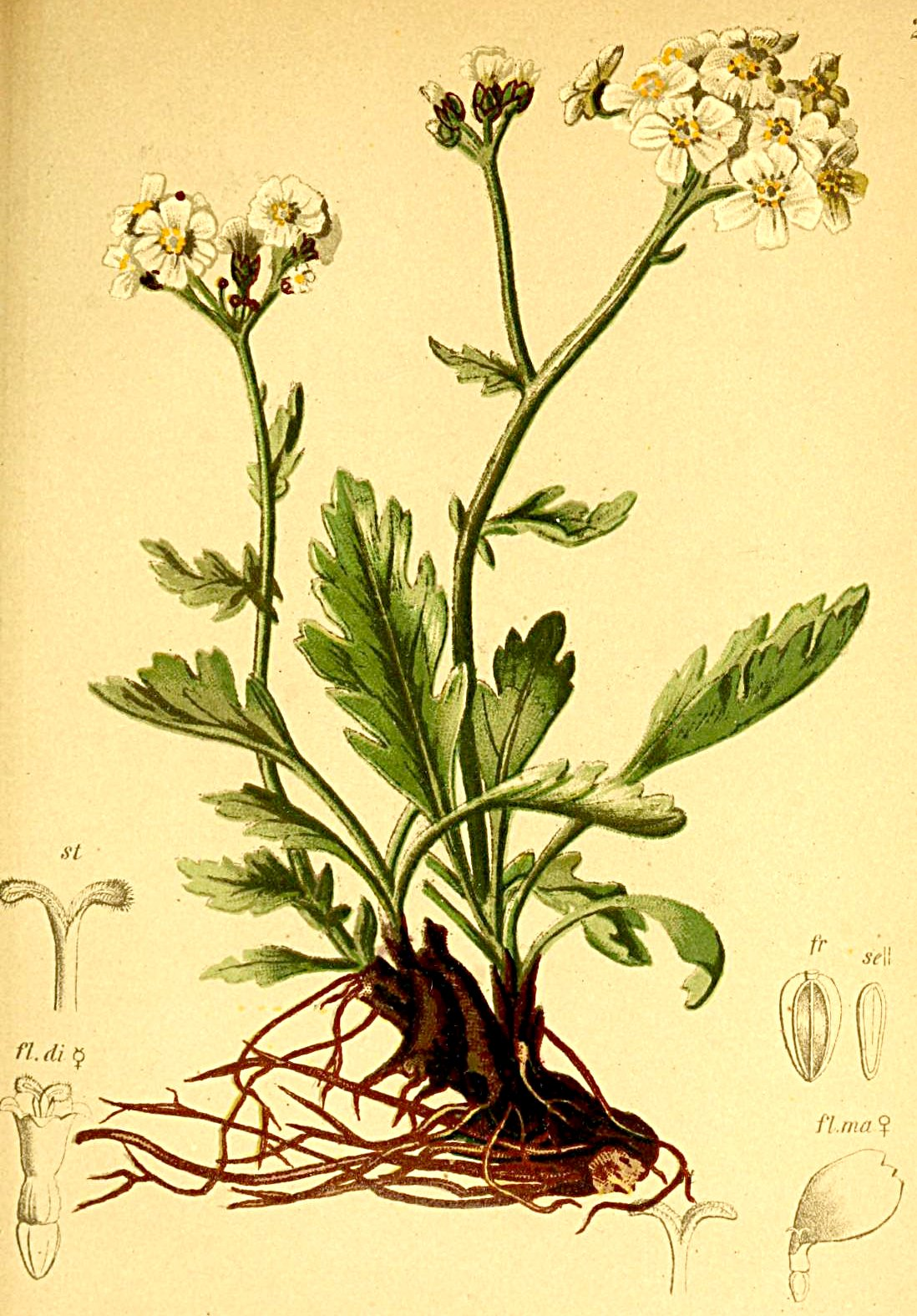
Illustration aus Anton Hartinger: Atlas der Alpenflora, 1882

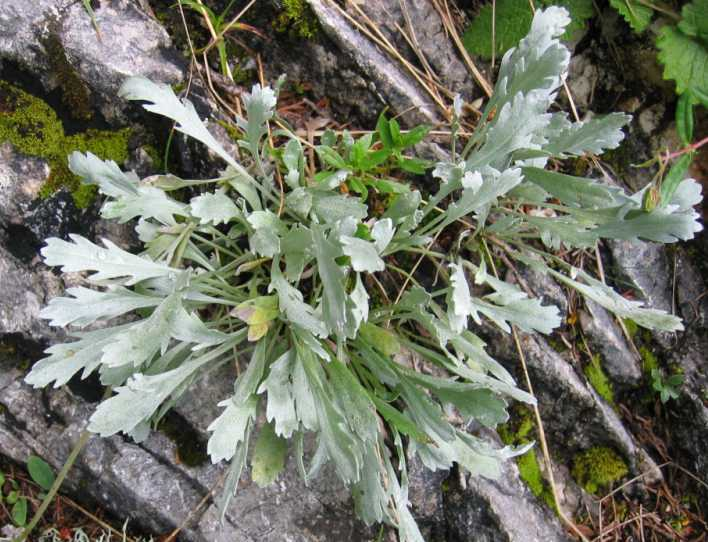
Habitus und Laubblätter

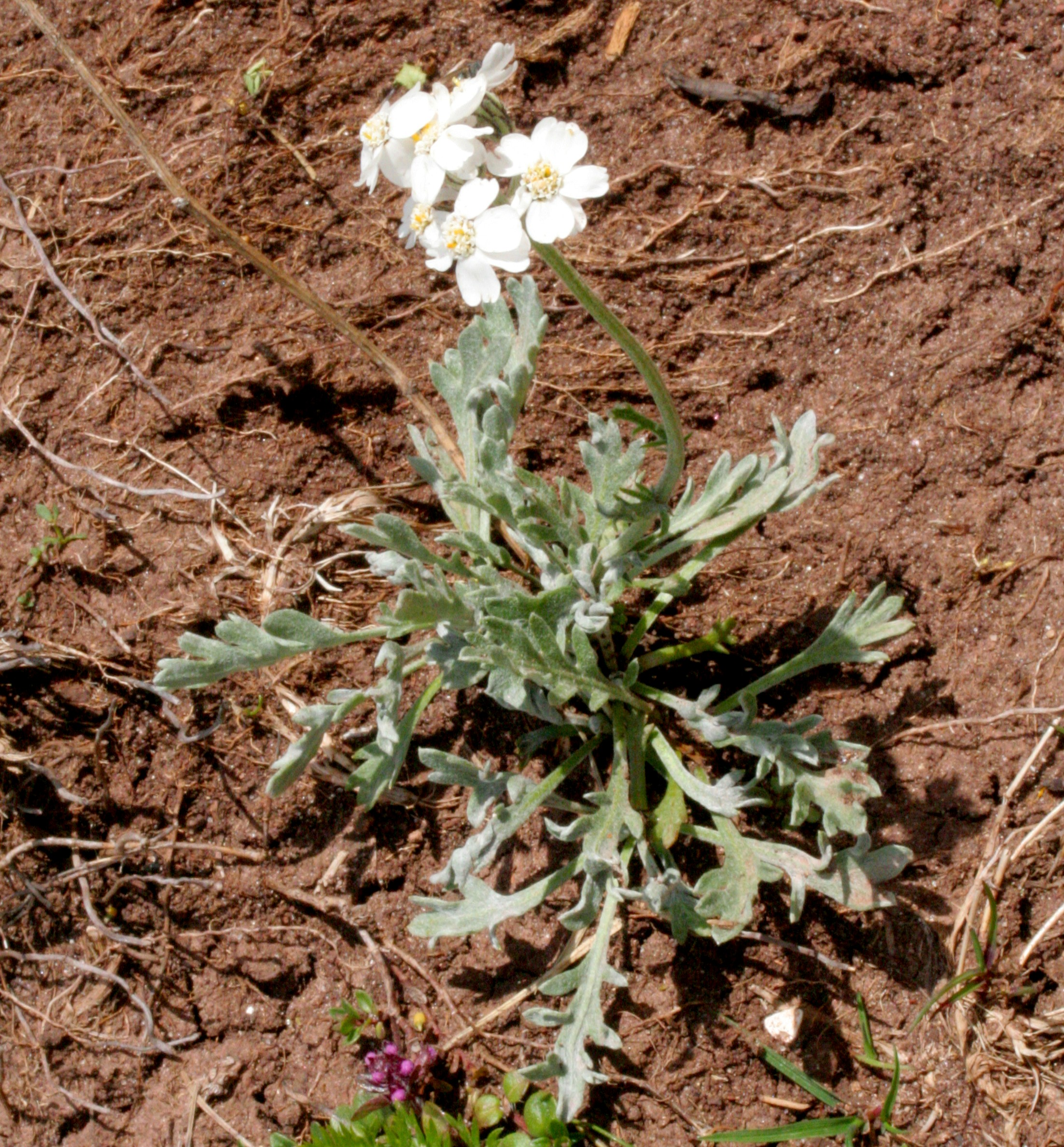
Habitus, Laubblätter und Blütenstand

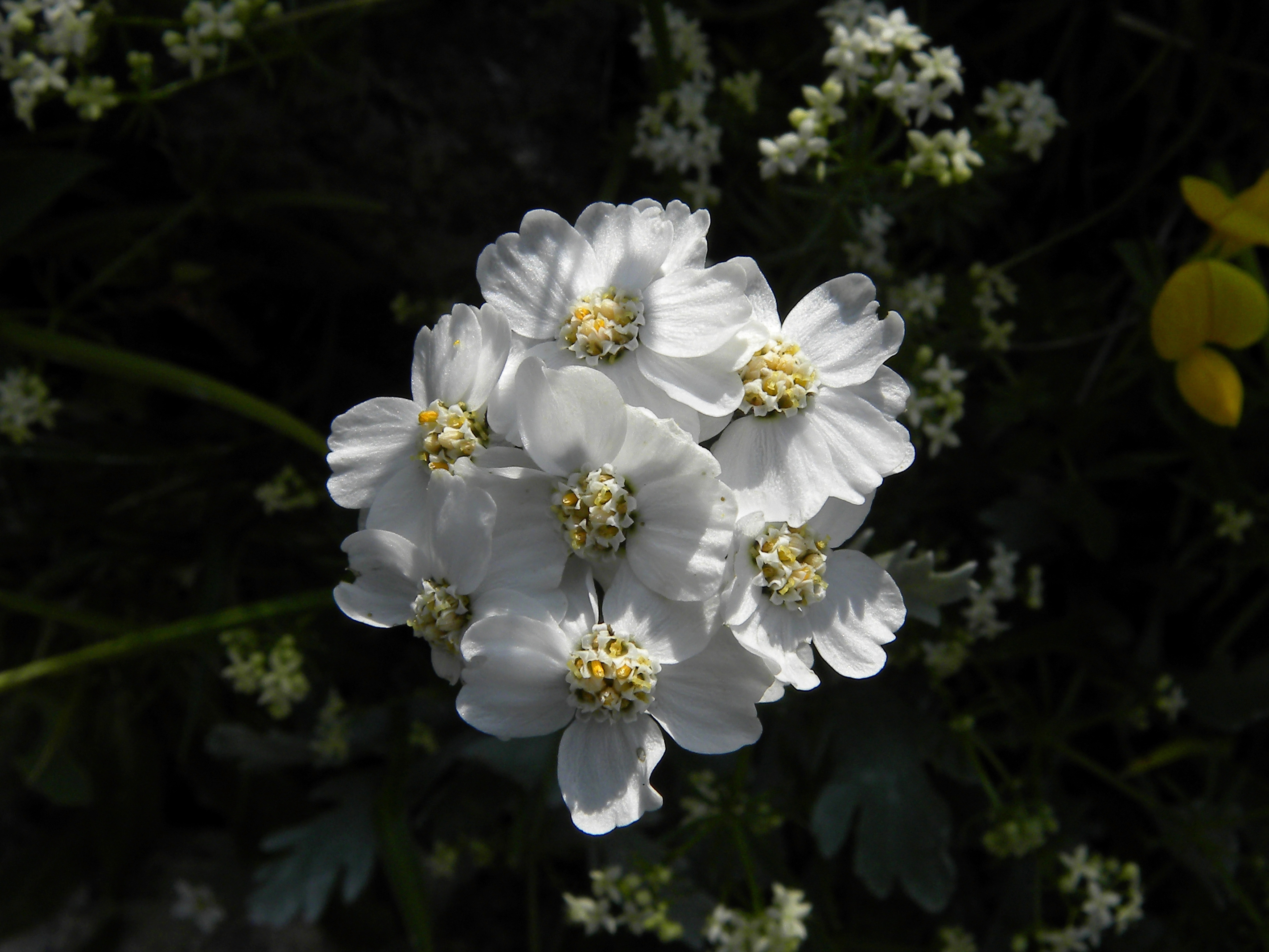
Gesamtblütenstand mit Blütenkörben im Detail, zu erkennen sind auch Details der Blüten

### Vegetative Merkmale
Die Bittere Schafgarbe wächst als ausdauernde krautige Pflanze und erreicht Wuchshöhen von 5 bis 30 Zentimetern. Die oberirdischen Pflanzenteile, insbesondere die Laubblätter sind seidig filzig und von weißgrauer Farbe. Die Stängel sind aufrecht oder aufsteigend.
Die unteren Stängelblätter sind lang gestielt, die mittleren und oberen sind sitzend. Die mittleren Stängelblätter sind fiederlappig bis tief fiederspaltig, mit beiderseits zwei bis vier Abschnitten. Die Blattschnitten sind meist 1,5 bis 5 Millimeter breit ungeteilt oder mit zwei bis drei stumpfen Lappen, Zähnen oder Zipfeln.

### Generative Merkmale
Die Blütezeit reicht von Juli bis September. In einem doldentraubigen Gesamtblütenstand stehen 6 bis 25 körbchenförmige Teilblütenstände dicht zusammen. Die Blütenkörbe weisen einen Durchmesser von 10 bis 18 Millimetern auf. Die Hülle ist becherförmig und 5 bis 6 Millimeter hoch. Die schwarzbraun berandeten Hüllblätter sind mehrreihig, ungleich lang, locker seidig-zottig behaart und unterwärts mit vortretendem Mittelnerv. Die Spreublätter sind lanzettlich, spitz, häutig, bräunlich und an der Spitze schwärzlich.
In einem Blütenkorb befinden sich fünf bis acht Zungenblüten. Die weißen Zungenblüten sind 4 bis 6 Millimeter lang und dreilappig. Die zahlreichen Scheibenblüten sind röhrig und weißlich.
Die Achänen sind etwa 2,5 Millimeter lang, grau, glänzend, stark abgeflacht und zum Grund hin keilig verschmälert.
Die Chromosomenzahl beträgt 2n = 18.

## Inhaltsstoffe
Die Laubblätter der Bitteren Schafgarbe verströmen beim Zerreiben einen aromatischen würzigen Duft. Die Bittere Schafgarbe enthält wie die meisten Schafgarbe-Arten ätherische Öle und die Bitterstoffe Achillein und Moschatin.

## Vorkommen
Von Achillea clavennae gibt es Fundortangaben für Deutschland, die Schweiz, Österreich, Italien und Südosteuropa (Serbien, Slowenien, Bosnien und Herzegowina, Kroatien, Montenegro, Albanien).
Achillea clavennae ist kalkstet und ist somit in den Kalkalpen häufig anzutreffen, in den Zentralalpen eher zerstreut bis selten. Die Bittere Schafgarbe gedeiht auf sonnigen Steinrasen, in Felsspalten und Felsschutt auf frischen, kalkreichen, neutral-milden, humosen, lockeren, steinigen Lehmböden am besten. Achillea clavennae ist eine Charakterart des Seslerio-Caricetum sempervirentis aus dem Seslerion-Verband, kommt aber auch in Pflanzengesellschaften der Verbände Thlaspeion rotundifolii oder Potentillion caulescentis vor. Ihre Höhenverbreitung reicht von 1500 bis etwa 2500 Metern, am Monte Baldo kommt sie ausnahmsweise auch bei 800 Metern vor.
Die ökologischen Zeigerwerte nach Landolt et al. 2010 sind in der Schweiz: Feuchtezahl F = 2 (mäßig trocken), Lichtzahl L = 5 (sehr hell), Reaktionszahl R = 5 (basisch), Temperaturzahl T = 1+ (unter-alpin, supra-subalpin und ober-subalpin), Nährstoffzahl N = 2 (nährstoffarm), Kontinentalitätszahl K = 4 (subkontinental).

## Schutz
Die Bittere Schafgarbe ist seit 1980 nach Bundesnaturschutzgesetz (BNatSchG) in Deutschland besonders geschützt.

## Taxonomie
Die Erstveröffentlichung von Achillea clavennae erfolgte 1753 durch Carl von Linné. Das Artepitheton clavennae ehrt den italienischen Botaniker des 15. bis 16. Jahrhunderts Nikolas Clavenna aus Belluno. Er berichtete 1609 von dieser Pflanze. Vor ihm hatte aber schon Charles de l’Écluse die Art 1574 auf der Schneealpe, dem Ötscher und Dürrenstein beobachtet und hatte sie 1583 beschrieben. Synonyme für Achillea clavennae L. sind Achillea argentea Vis. non Lam., Achillea capitata Willd. und Ptarmica clavennae (L.) DC.

## Heilanwendung
Die Bittere Schafgarbe wird als Heilkraut bei Magen-, Darm- und Leberleiden sowie als Wundkraut verwendet.

## Trivialnamen
Die Bittere Schafgarbe wird auch Steinraute, Weißer Speik oder Weiße Schafgarbe genannt. Wegen ihres bitteren würzigen Geschmacks wird sie auch als Almwermut bezeichnet. Darüber hinaus bestehen bzw. bestanden auch die häufig nur regional gebräuchlichen Bezeichnungen: Abrauten (Tirol), Bergwermut (Tirol bei Lienz, Pinzgau), Kronenwermut, Kührauten (Fusch im Pinzgau), Rossrauten (Pongau, Pinzgau, Zillertal), Unser Frauen Rauch, Weißrauch (Österreich), Weißer Wermut und Zandelkraut (Kärnten).

## Sonstiges
In manchen Gegenden ist der Weiße Speik auch Bestandteil des Viehschmucks zum Almabtrieb.
Die Bittere Schafgarbe stand auch als Zauberpflanze in hohem Ansehen. So wurden Almhütten und Ställe zum Schutz vor Hexen mit dem Kraut ausgeräuchert.